# Folkpartiet i samverkan med Centern
Folkpartiet i samverkan med Centern var namnet på den valkartell som i Kommunalvalet i Sverige 1966 gjordes mellan Folkpartiet och Centerpartiet i Stockholms stad.
Man ställde upp under denna gemensamma valbeteckning i alla stadens valkretsar utom en. Samarbetet ledde till att tre centerpartister, bland andra Olof Johansson, tog plats i stadsfullmäktige.

## Källa
- Partiet som aldrig blev Liberal Debatt, 5 januari 2011